# コールクラーク
コールクラーク（Cole Clark）は、オーストラリアのギターメーカー。主にアコースティック・ギター、ウクレレを製造している。

## 創業
メイトン社に勤務していたブラッドレー・クラーク（現CEO）が2001年に創業した。クラークは大学では建築学を専攻していたが、プロミュージシャンとしての経験やメイトン社時代に培った製造技術を最大限にフィードバックしながら、既存の完成されたデザインや製法を習熟した。それらを積極的に応用しながら、CNCルーターなどの革新的な技術を駆使して精緻で頑丈なギターを製造し、それまでにない革新的なギターブランドを目指した。

## 特徴
オーストラリアの木材でギターを製造することにこだわりを持ち、そのために最適な材を探し、ブンヤ、オーストラリアン・ブラックウッド、クイーンズランド・メープル等オーストラリア固有の木材をギターの材に取り入れた。音響のため全て単板を使用している（乾燥すると割れてしまうため、一定の温度と湿度下で保管するようコールクラーク社は注意している）。
構造はクラシックギターと同様のスパニッシュ・ヒール方式を採用。これはネックを直接トップに接着する方法で、ネックがサウンドホールまで一体なのが特徴。独自に開発した2wayあるいは3wayのピックアップシステムを採用。3wayピックアップの場合、ローはアンダーサドルの6個のピエゾ・ユニットで、ミッド〜ハイはフェイスセンサー・ピックアップで超高域はコンデンサーマイクで担当する。ハウリングを起こしにくいため、エレキギターのピックアップも組み込んだ"True Hybrid"を製造している。

## 製品

### アコースティックギター

#### ANGEL SERIES
- AN1グランドオーディトリウム
  - CCAN1-BM トップ:ブンヤ、バック&サイド:クイーンズランド・メープル
- AN1Eグランドオーディトリウム、2Wayピックアップ付き
  - CCAN1E-BM トップ:ブンヤ、バック&サイド:クイーンズランド・メープル
  - CCAN1E-BB トップ:ブンヤ、バック&サイド:タスマニアン・ブラックウッド
- AN2Eグランドオーディトリウム、3Wayピックアップ付き
  - CCAN2E-BB トップ:ブンヤ、バック&サイド:タスマニアン・ブラックウッド
  - CCAN2E-BR トップ:ブンヤ、バック&サイド:インディアン・ローズウッド
  - CCAN2E-SR トップ:スプルース、バック&サイド:インディアン・ローズウッド
- AN2ECグランドオーディトリウム、カッタウェイ、3Wayピックアップ付き
  - CCAN2EC-BB トップ:ブンヤ、バック&サイド:タスマニアン・ブラックウッド
  - CCAN2EC-SB トップ:スプルース、バック&サイド:タスマニアン・ブラックウッド
  - CCAN2EC-BR トップ:ブンヤ、バック&サイド:インディアン・ローズウッド
  - CCAN2EC-SR トップ:スプルース、バック&サイド:インディアン・ローズウッド
  - CCAN2EC-CB トップ:シダー、バック&サイド:タスマニアン・ブラックウッド
  - CCAN2EC-BBE トップ:ブンヤ、バック&サイド:タスマニアン・ブラックウッド、ブリッジ&指板:エボニー
  - CCAN2EC-BRE トップ:ブンヤ、バック&サイド:インディアン・ローズウッド、ブリッジ&指板:エボニー

#### FAT LADY SERIES
- FL1ドレッドノート
  - CCFL1-BM トップ:ブンヤ、バック&サイド:クイーンズランド・メープル
- FL1Eドレッドノート、2Wayピックアップ付き
  - CCFL1E-BM トップ:ブンヤ、バック&サイド:クイーンズランド・メープル
- FL1ECドレッドノート、カッタウェイ、2Wayピックアップ付き
  - CCFL1EC-BM トップ:ブンヤ、バック&サイド:クイーンズランド・メープル
  - CCFL1EC-BB トップ:ブンヤ、バック&サイド:タスマニアン・ブラックウッド
- FL2ドレッドノート
  - CCFL2-BB トップ:ブンヤ、バック&サイド:タスマニアン・ブラックウッド
- FL2Eドレッドノート、3Wayピックアップ付き
  - CCFL2E-BB トップ:ブンヤ、バック&サイド:タスマニアン・ブラックウッド
  - CCFL2E-BM トップ:ブンヤ、バック&サイド:クイーンズランド・メープル
- FL2ECドレッドノート、カッタウェイ、3Wayピックアップ付き
  - CCFL2EC-BB トップ:ブンヤ、バック&サイド:タスマニアン・ブラックウッド
  - CCFL2EC-BM トップ:ブンヤ、バック&サイド:クイーンズランド・メープル
  - CCFL2EC-CB トップ:シダー、バック&サイド:タスマニアン・ブラックウッド
  - CCFL2EC-SB トップ:スプルース、バック&サイド:タスマニアン・ブラックウッド
  - CCFL2EC-BR トップ:ブンヤ、バック&サイド:インディアン・ローズウッド
  - CCFL2EC-SR トップ:スプルース、バック&サイド:インディアン・ローズウッド
  - CCFL2EC-BRE トップ:ブンヤ、バック&サイド:インディアン・ローズウッド、ブリッジ&指板:エボニー
  - CCFL2EC-SRE トップ:スプルース、バック&サイド:インディアン・ローズウッド、ブリッジ&指板:エボニー
- FL3Eドレッドノート、3Wayピックアップ
  - CCFL3E-BB トップ:ブンヤ、バック&サイド:タスマニアン・ブラックウッド
  - CCFL3E-BMS トップ:ブンヤ、バック&サイド:クイーンズランド・メープル・シルクウッド
  - CCFL3E-BR トップ:ブンヤ、バック&サイド:インディアン・ローズウッド
- FL3ECドレッドノート、カッタウェイ、3Wayピックアップ付き
  - CFL3EC-BB トップ:ブンヤ、バック&サイド:タスマニアン・ブラックウッド
  - CFL3EC-SB トップ:スプルース、バック&サイド:タスマニアン・ブラックウッド
  - CFL3EC-BMS トップ:ブンヤ、バック&サイド:クイーンズランド・メープル・シルクウッド
  - CFL3EC-BR トップ:ブンヤ、バック&サイド:インディアン・ローズウッド
  - CFL3EC-SR トップ:スプルース、バック&サイド:インディアン・ローズウッド

## 使用アーティスト

### 日本
- Be-B
- Comugi
- DAITA
- DAN
- DEPAPEPE
- GIRA MUNDO
- indigo blue
- KASUGA (MOSQUITO SPIRAL)
- KAZUYA FUKUDA (COUNTLOST)
- miyake (mihimaru GT)
- Paolo Ladu (Magnolia)
- rica tomorl
- SUNAO (abingdon boys school)
- 清水孝宏
- TAKE-C (SHAKALABBITS)
- TSUYO-B
- yoheyOKAMOTO
- YU SAMMY
- 青木盛安 (TestRiders)
- 浅野祥之
- 渥美幸裕 (thirdiq)
- 石成正人
- 伊集タツヤ
- 市川寿充 (BLACK ANGEL)
- 伊藤浩樹 (ECHOES)
- いとうかなこ
- 井本光紀 (Soma)
- 臼井嗣人
- 榎本大介
- 岡野宏典
- 大久保伸隆 (Sunny-G)
- 大野靖之
- 大渡亮 (Do As Infinity)
- 沖井博行
- 小倉博和
- 音更 KENTA
- 尾上一平 (JUNGAPOP)
- 恩田快人 (ZAMZA)
- 影山ヒロノブ
- 梶原順
- 片寄明人 (Great 3)
- 河村正美
- 菊池真義
- 北川悠仁 (ゆず)
- 果歩
- 木根尚登
- 久保田光太郎
- 車谷浩司 (AIR)
- 黒田晃年
- 小池龍平 (Hands of Creation)
- 高慶"CO-K"卓史
- 越田太郎丸
- 小島大介 (Port of Notes)
- 小南数麿
- 近田潔人
- 今剛
- 近藤起矢
- 櫻井哲夫
- 佐藤竹善
- 佐藤大剛
- 柴崎浩 (abingdon boys school)
- 淳 (THE KIDDIE)
- 菅原進 (ビリーバンバン)
- 鈴木英俊
- 鈴木"Hiro"寛孝 (The Seventh Sense)
- 世良公則
- ダイアモンド☆ユカイ
- 大樹
- 高木芳基 (ザ・マスミサイル)
- 高田漣
- 竹内真
- 田光マコト (The PERMANENTS)
- 田中義人
- 溜ヶ谷龍一
- 得能律郎
- 中込 祐 （雲の影）
- 中里享浩
- 中澤矢束
- 永田"zelly"健志
- 中村太知
- 中村大輔
- 野村義男
- 林仁
- 林部直樹
- 平井大
- 藤井尚之
- 古川昌義
- 星野源 (SAKEROCK)
- 本田毅 (fringetritone)
- Mai
- 馬原美穂
- 松井貴志 (LAULA)
- 松ヶ下宏之
- 宮川鉄平
- 宮里春喜
- 宮田和弥 (JUN SKY WALKER(S))
- 村田雅和
- 村上正芳
- 森田祐司
- 森山直太朗
- 屋敷豪太
- 山口周平
- 山下穂尊 (いきものがかり)
- 湯沢裕二
- 有里知花
- 渡部大祐 (D.W.ニコルズ)
- ワタナベカズヒロ
- 安月名莉子
- カワグチくん（HONEBONE)
- 辻喬之（雅音人）

### 日本以外
- Lloyd Spiegel
- Pete Murray
- Eskimo Joe
- Alex Lloyd
- Tex Perkins
- Ben Harper
- Tim Rogers
- ジャック・ジョンソン
- マイケル・クリフォード (ファイヴ・セカンズ・オブ・サマー)
- Omar Rodríguez-López
- Xavier Rudd